# Жаровня (посуд)

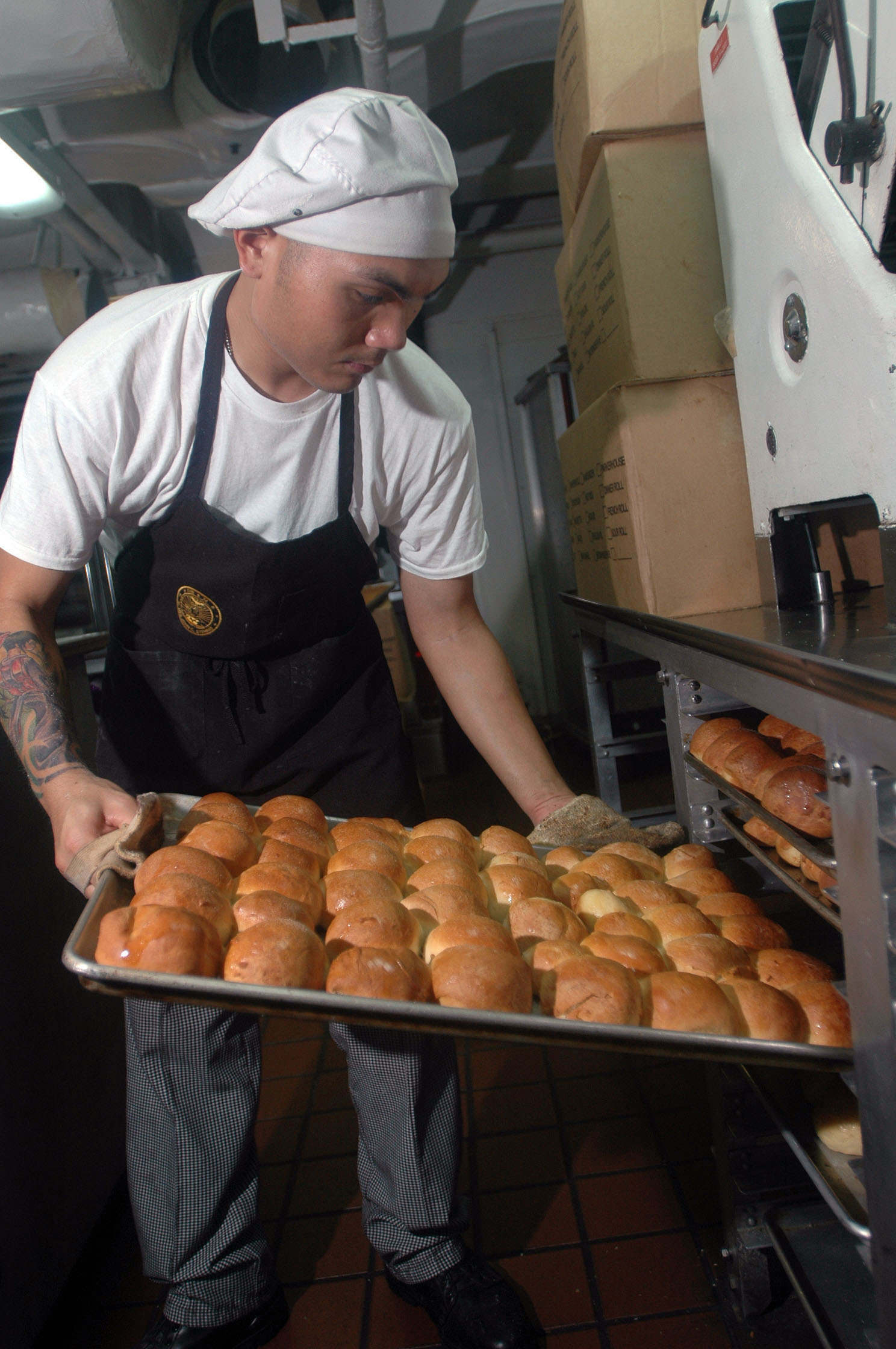
Випікання булочок на камбузі авіаносця USS John C. Stennis (CVN-74)

Жаро́вня (жарі́вня) , де́ко (від нім. Decke — «покришка», «настил») — посудина, що має дно з тонкого металевого, скляного чи керамічного листа із загнутими краями та невисоким бортиком, для смаження та випікання їжі, форма для випікання. Інші назви — дечка, жарівниця, лист (для випікання), листик, бляха, пані́вка,таця, бритванка.

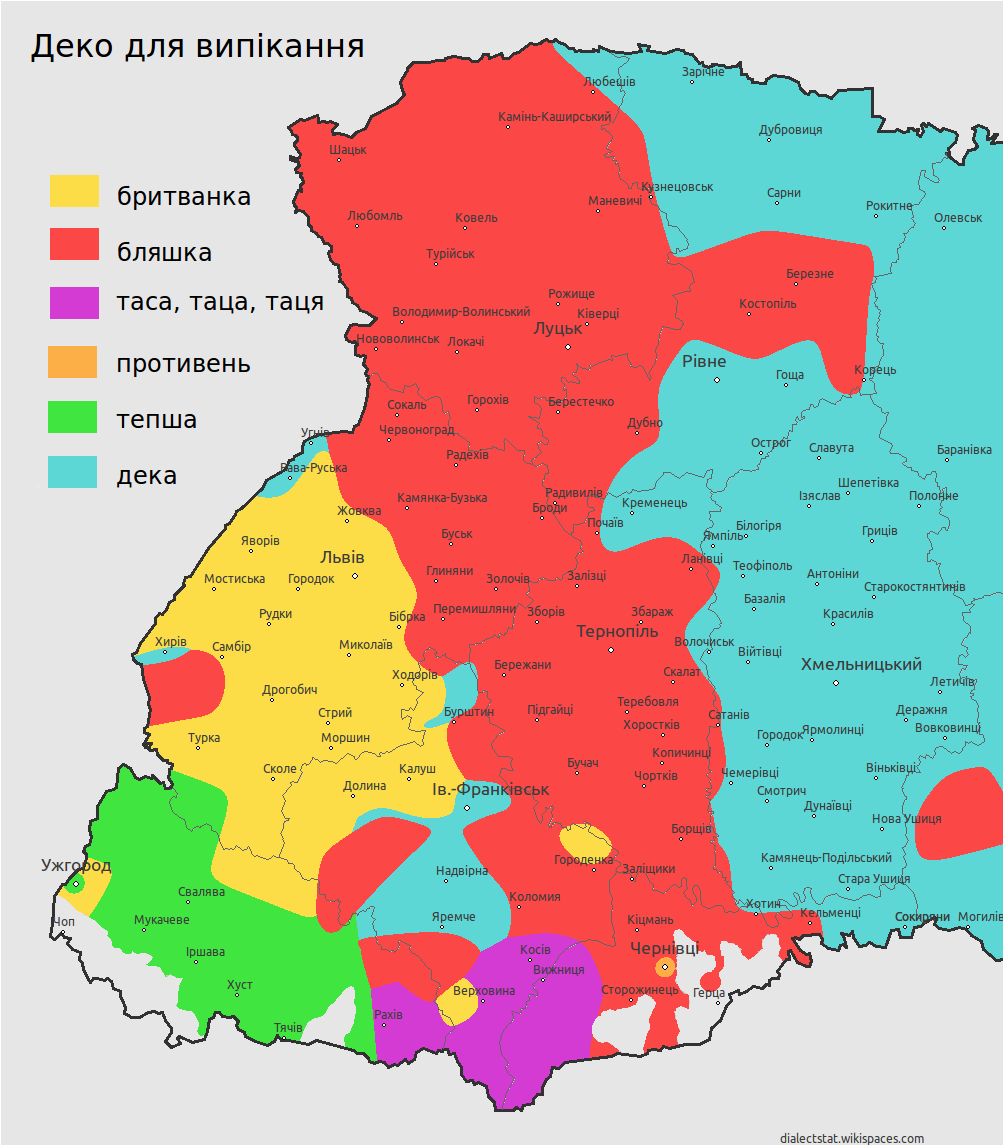
Поширення назв жаровні на заході Україні

За формою жаровня зазвичай прямокутна або кругла. Дно здебільшого гладеньке, хоча бувають також жаровні з перфорованим дном. Посудина найчастіше суцільна, бувають також випікальні листи з роз'ємним бортиком.
Традиційно деки виготовляють з металу: сталі, алюмінію, чавуну; часто їх покривають антипригарним покриттям. Також виготовляють жаровні зі скла та кераміки.